# NGC 6366
NGC 6366 is een bolvormige sterrenhoop in het sterrenbeeld Slangendrager. Het hemelobject werd op 12 april 1860 ontdekt door de Duitse astronoom Friedrich August Theodor Winnecke.

## 47 Ophiuchi
Vanaf de aarde gezien bevindt NGC 6366 zich ogenschijnlijk ongeveer een kwart graad ten oosten van de voorgrondster 47 Ophiuchi (schijnbare magnitude +5), hetgeen betekent dat men met behulp van telescopen deze ster als gids kan aanwenden om op zoek te gaan naar de bolvormige sterrenhoop. 47 Ophiuchi bevindt zich als voorgrondster in de melkweg, terwijl de bolvormige sterrenhoop NGC 6366 zich veel verder buiten het melkwegstelsel bevindt.

## Synoniemen
- GCL 65